# Mueang Trang (huyện)
Mueang Trang (tiếng Thái: เมืองตรัง, cũng phiên là Mueang Thap Thiang (tiếng Thái: เมืองทับเที่ยง) là huyện thủ phủ (Amphoe Mueang) của tỉnh Trang, Thái Lan. Thành phố (thesaban nakhon) thuộc huyện này có dân số 59.637 người (2005) and nằm trên toàn bộ tambon Thap Thiang của huyện Mueang Trang.

## Lịch sử
Mueang Trang hay tên trước đây là Thap Thiang đã thành thủ phủ của tỉnh Trang năm 1915, khi tỉnh lỵ được dời từ Kantang đến đây.

## Địa lý
Các huyện giáp ranh (từ phía nam theo chiều kim đồng hồ) là: Na Yong, Yan Ta Khao, Kantang, Sikao, Wang Wiset, Huai Yot của tỉnh Trang và Si Banphot của Phatthalung Province.

## Hành chính
Huyện này được chia thành 15 phó huyện (tambon), các đơn vị này lại được chia ra thành 118 làng (muban). Thành phố (thesaban nakhon) Trang nằm trên toàn bộ tambon Thap Thiang. Thị trấn (thesaban tambon) Khlong Teng nằm trên một phần của tambon Na Tham Nuea. Có 14 Tổ chức hành chính tambon.
| \| STT. \| Tên \| Tên Thái \| Số làng \| Dân số \| \| \| ---- \| ------------ \| --------- \| ------- \| ------ \| \| \| 1. \| Thap Thiang \| ทับเที่ยง \| - \| 59,637 \| \| \| 4. \| Na Phala \| นาพละ \| 10 \| 3.382 \| \| \| 5. \| Ban Khuan \| บ้านควน \| 6 \| 3.928 \| \| \| 6. \| Na Bin La \| นาบินหลา \| 6 \| 3.381 \| \| \| 7. \| Khuan Pring \| ควนปริง \| 6 \| 7.603 \| \| \| 8. \| Na Yong Tai \| นาโยงใต้ \| 8 \| 4.537 \| \| \| 9. \| Bang Rak \| บางรัก \| 6 \| 3.917 \| \| \| 10. \| Khok Lo \| โคกหล่อ \| 12 \| 10.557 \| \| \| 13. \| Na To Ming \| นาโต๊ะหมิง \| 6 \| 4.809 \| \| \| 14. \| Nong Trut \| หนองตรุด \| 9 \| 5.482 \| \| \| 15. \| Nam Phut \| น้ำผุด \| 12 \| 9.683 \| \| \| 17. \| Na Ta Luang \| นาตาล่วง \| 6 \| 5.843 \| \| \| 18. \| Ban Pho \| บ้านโพธิ์ \| 10 \| 8.360 \| \| \| 19. \| Na Tham Nuea \| นาท่ามเหนือ \| 13 \| 10.509 \| \| \| 20. \| Na Tham Tai \| นาท่ามใต้ \| 8 \| 5.406 \| \| | Map of tambon |           |         |        |  |
| STT. | Tên           | Tên Thái  | Số làng | Dân số |  |
| 1. | Thap Thiang   | ทับเที่ยง    | -       | 59,637 |  |
| 4. | Na Phala      | นาพละ     | 10      | 3.382  |  |
| 5. | Ban Khuan     | บ้านควน    | 6       | 3.928  |  |
| 6. | Na Bin La     | นาบินหลา   | 6       | 3.381  |  |
| 7. | Khuan Pring   | ควนปริง    | 6       | 7.603  |  |
| 8. | Na Yong Tai   | นาโยงใต้   | 8       | 4.537  |  |
| 9. | Bang Rak      | บางรัก     | 6       | 3.917  |  |
| 10. | Khok Lo       | โคกหล่อ    | 12      | 10.557 |  |
| 13. | Na To Ming    | นาโต๊ะหมิง  | 6       | 4.809  |  |
| 14. | Nong Trut     | หนองตรุด   | 9       | 5.482  |  |
| 15. | Nam Phut      | น้ำผุด      | 12      | 9.683  |  |
| 17. | Na Ta Luang   | นาตาล่วง   | 6       | 5.843  |  |
| 18. | Ban Pho       | บ้านโพธิ์    | 10      | 8.360  |  |
| 19. | Na Tham Nuea  | นาท่ามเหนือ | 13      | 10.509 |  |
| 20. | Na Tham Tai   | นาท่ามใต้   | 8       | 5.406  |  |

Các con số không có trong bảng này là tambon nay tạo thành huyện Na Yong.